# هيرمان بي. ويغنر
هيرمان بي. ويغنر هو سياسي أمريكي، (و. 1891 – 1964 م). نشط حزبياً في Wisconsin Progressive Party ‏. وقد انتخب عضو جمعية ولاية ويسكونسن ‏.